# Jakov Sverdlov
Jakov Sverdlov (russisk: Яков Свердлов) er en sovjetisk film fra 1940 af Sergej Jutkevitj.

## Medvirkende
- Leonid Ljubashevskij som Jakov Sverdlov
- Maksim Shtraukh som Lenin
- Andro Kobaladze som Stalin
- Pavel Kadotjnikov som Maksim Gorkij
- Nikolaj Krjutjkov som Trofimov